# Dimitar Rangelow
Dimitar Dimitrow Rangelow (bulgarisch Димитър Димитров Рангелов, wiss. Transliteration Dimităr Dimitrov Rangelov; * 9. Februar 1983 in Sofia) ist ein ehemaliger bulgarischer Fußballspieler.

## Karriere

### Verein
Rangelow begann mit dem Fußballspielen bei Lewski Sofia. Von 1999 bis 2006 spielte er für Slawia Sofia und kam als 17-Jähriger zu seinem ersten Einsatz in einem Meisterschaftsspiel. Im Sommer 2006 absolvierte er ein Probetraining beim FC Erzgebirge Aue. Eine Verpflichtung scheiterte an der höheren Ablösesumme, die der französische Klub Racing Straßburg für ihn zahlte.
Im Elsass kam Rangelow in der Hinrunde der Saison 2006/07 zwar zu 15 Spielen (zwei Tore), wurde aber mehrfach nur ein- und ausgewechselt. Im Januar 2007 nahm er erneut an einem Probetraining beim FC Erzgebirge Aue teil. Daraufhin liehen die Erzgebirger den Bulgaren von Racing Straßburg bis Ende Juni 2007 aus.
In Aue wurde Rangelow sofort zum Stammspieler. Im Spiel gegen Wacker Burghausen am 16. Februar 2007 erzielte er sein erstes Tor für die Elf von Trainer Gerd Schädlich, nachdem er am vorangegangenen Spieltag in der Begegnung bei der SpVgg Greuther Fürth mit einem Strafstoß an Torhüter Stephan Loboué noch gescheitert war. In den folgenden Spielen war Rangelow immer in der Stammelf zu finden und dabei einer der wenigen Auer Spieler, denen in der Rückrunde Normalform attestiert wurde.
Zur Saison 2007/08 wechselte Rangelow, wiederum leihweise, zu Energie Cottbus. Nach Ablauf der Ausleihe am Saisonende nutzte der Verein eine Kaufoption und band Rangelow längerfristig. Nach dem Abstieg von Energie Cottbus aus der Bundesliga wechselte Rangelow zur Saison 2009/10 zu Borussia Dortmund. Beim BVB unterzeichnete er einen bis zum 30. Juni 2013 laufenden Vertrag. Am 27. Spieltag der Saison 2009/10 erzielte er in der 87. Minute mit dem 3:0-Siegtreffer gegen Bayer 04 Leverkusen seinen ersten und einzigen Treffer für den BVB.
Ab dem 6. September 2010 war er an Maccabi Tel Aviv ausgeliehen. Zur Saison 2011/12 wechselte er – wiederum auf Leihbasis – zu Energie Cottbus. In der Sommerpause 2012 unterschrieb Rangelow einen Zweijahresvertrag mit Option auf eine weitere Spielzeit beim FC Luzern. Beim FC Luzern erzielte er im Hinspiel der UEFA-Europa-League-Playoffs das 1:0 gegen den KRC Genk (Endresultat 2:1), kassierte im Rückspiel jedoch eine rote Karte wegen einer Tätlichkeit. Der FC Luzern verlor das Spiel mit 0:2 und schied aus. Ein verschossener Elfmeter und eine weitere rote Karte in der Meisterschaft trugen zu einem schwachen Start der Luzerner in die Saison 2012/13 bei. Dieser wurde von den Fans zu Beginn an der Person von Rangelow festgemacht. Gegen Ende der Hinrunde konnte er durch seinen überdurchschnittlich hohen Einsatz und Kampfwillen die Sympathien der Fans gewinnen und avancierte zu einem der Publikumslieblinge. Dennoch erzielte er in der Saison 2012/13 nur ein einziges Meisterschaftstor. In der Saison 2013/14 entwickelte er sich zum unverzichtbaren Stammspieler und erzielte in der Hinrunde sechs Treffer. Die Treffsicherheit ging ihm auch im Frühling nicht ab und er schoss weitere fünf Tore. Diese elf Saisontore stellen die erfolgreichste Saison in einer höchsten Spielklasse Rangelows dar. Neben diesen elf Meisterschaftstoren schoss Rangelow in der Saison 2013/14 zudem in fünf Cup-Spielen sechs Tore.
Im Sommer 2014 wechselte er zum türkischen Erstligisten Torku Konyaspor. Zur Saison 2017/18 wechselte er zum Istanbuler Zweitligisten Ümraniyespor. Nach einer Saison verließ er den Verein wieder und trainierte bei seinem ehemaligen Verein Energie Cottbus, bei dem er am 18. Oktober 2018 einen Vertrag bis zum Ende der Saison 2018/19 unterschrieb. Gleich bei seinem Debüt am 13. Spieltag der 3. Liga gegen den FC Carl Zeiss Jena erzielte er sein erstes Tor für die Lausitzer. Am Ende der Saison konnte er mit der Mannschaft zwar den Gewinn des Brandenburgischen Landespokals feiern, Cottbus stieg allerdings auch in die Viertklassigkeit ab. In der folgenden Regionalliga-Saison erzielte der Stürmer dann elf Treffer in 22 Partie, der Aufstieg wurde aber trotzdem verfehlt.
Daraufhin schloss sich Rangelow im Sommer 2020 wieder seinem Jugendverein Slawia Sofia in der Ersten Liga Bulgariens an. Nachdem der Vertrag dort ausgelaufen war, wechselte er 2021 zum VfB Krieschow in die Oberliga Nordost Staffel Süd. Zum Saisonende beendete er seine Spielerkarriere.

### Nationalmannschaft
Für Bulgarien bestritt er am 17. November 2004 beim 0:0 gegen Aserbaidschan sein erstes A-Länderspiel, als er in der 58. Minute für Dimitar Berbatow eingewechselt wurde. Bis 2016 absolvierte Rangelow insgesamt 46 Partien, in denen er sechs Treffer erzielen konnte.

## Wissenswertes
Sein Vater Dimiter Rangelow war in den 1980er-Jahren Motocross-Fahrer.

## Erfolge
- Deutscher Meister: 2011
- Türkischer Pokalsieger: 2017
- Brandenburgischer Landespokalsieger: 2019